# Comatonia cristata
Comatonia cristata is een haarster uit de familie Antedonidae.
De wetenschappelijke naam van de soort werd in 1912 gepubliceerd door Clemens Hartlaub.